# Pee chai dai ka
Pee chai dai ka (ผีใช้ได้ค่ะ; Engels: A Useful Ghost) is een Thais-Frans-Singaporees-Duitse zwarte komische fantasyfilm uit 2025, geschreven en geregisseerd door Ratchapoom Boonbunchachoke. De hoofdrollen worden vertolkt door Davika Hoorne en Witsarut Himmarat.

## Verhaal
Nadat Nat tragisch sterft aan stofvervuiling, wordt haar echtgenoot March verteerd door verdriet. Maar zijn dagelijks leven wordt op zijn kop gezet wanneer hij ontdekt dat de geest van zijn vrouw is gereïncarneerd in een stofzuiger. Hoe absurd het ook lijkt, hun band wordt hernieuwd, sterker dan ooit. Maar niet iedereen is daar blij mee. Zijn familie wijst deze bovennatuurlijke relatie af. Om hun liefde te bewijzen, biedt Nat aan de fabriek schoon te maken om te bewijzen dat ze een nuttige geest is, zelfs als dat betekent dat ze een paar verloren zielen moet wegwerken.

## Rolverdeling
| Acteur            | Personage        |
| ----------------- | ---------------- |
| Davika Hoorne     | Nat              |
| Witsarut Himmarat | March            |
| Apasiri Nitibhon  | Suman            |
| Wanlop Rungkumjud | Krong            |
| Wisarut Homhuan   | Academic Ladyboy |

## Productie
Het filmproject nam deel aan het "Open Doors"-programma van het Internationaal filmfestival van Locarno in 2021, waar het de hoofdprijs won en een productiesubsidie van 35.000 Zwitserse frank ontving. In oktober 2022 werd aangekondigd dat het Singaporese productiebedrijf Momo Film Co de film zou produceren en in mei 2023 werd gemeld dat het Franse productiebedrijf Haut Les Mains de film zou coproduceren. In juli 2023 werd de film geselecteerd als een van de ontvangers van het "Hubert Bals Fund+Europe: Minority Co-production Support" tijdens het International Film Festival Rotterdam. In november 2023 ontving het project een productiesubsidie van 35.000 euro van het "World Cinema Fund" van de Berlinale.

## Release en ontvangst
Pee chai dai ka ging op 17 mei 2025 in première op het Filmfestival van Cannes in de Semaine de la critique-competitie, waar hij de hoofdprijs (Grand Prix) won.

## Prijzen en nominaties
De belangrijkste:
| Jaar | Prijs                   | Categorie                         | Genomineerde(n)            | Uitslag     |
| ---- | ----------------------- | --------------------------------- | -------------------------- | ----------- |
| 2025 | Filmfestival van Cannes | Grand Prix Semaine de la critique | Ratchapoom Boonbunchachoke | Gewonnen    |
| 2025 | Filmfestival van Cannes | Caméra d'or                       | Ratchapoom Boonbunchachoke | Genomineerd |